# Gólyalábúvarjú-félék
A gólyalábúvarjú-félék (Picathartidae) a madarak osztályának verébalakúak (Passeriformes) rendjébe, azon belül a verébalkatúak (Passeri) alrend Passerida ágába tartozó család.

## Előfordulásuk
A természetes élőhelyeik Nyugat- és Közép-Afrika trópusi esőerdejeiben van, kedvelik a sziklás területeket. Nem vonulók.

## Megjelenésük
Testhosszuk 33-38 centiméter közötti, testtömegük 200-250 gramm. A két faj hasonlít egymásra, szárnyaik, hátuk és farkuk szürke, vagy feketés, mellük és hasuk fehér, jellegzetes különbség a nyakuk színe.

## Életmódjuk
Rovarokkal, különösen bogarakkal, hangyákkal és termeszekkel, valamint a százlábúakkal, földigilisztákkal, pókokkal és csigákkal táplálkoznak. Békát, gyíkot, rákot, halat is esznek, valamint más madár fiókáit és magvakat is fogyasztanak.

## Szaporodásuk
Pohár alakú fészküket szárított levelekből, gallyakból, növényi rostokból és szárított iszapból készítik. Mindkét szülő részt vesz a két tojásból álló fészekalj kiköltésében és felnevelésükben, mely 20 napig tart.

## Rendszerezés
A Chaetops nemet egyes rendszerezők ide sorolják és nem  a Chaetopidae önálló családba.
A családba az alábbi 1 nem és 2 faj tartozik:
- Picathartes  (Lesson, 1828) – 2 faj
  - fehérnyakú gólyalábúvarjú (Picathartes gymnocephalus)
  - szürkenyakú gólyalábúvarjú (Picathartes oreas)